# Mirush
Mirush – norwesko-duński dramat kryminalno-obyczajowy z 2007 roku w reżyserii Mariusa Holsta.

## Fabuła
15-letni Mirush wyjeżdża z Kosowa do Norwegii, próbując tam znaleźć ojca, który opuścił rodzinę, kiedy Mirush był jeszcze małym dzieckiem. Odnajduje swojego ojca, który prowadzi restaurację w Oslo, ale ma ciągle kłopoty z albańską mafią, której musi się opłacać. Mirush rozpoczyna pracę w restauracji ojca, ale nie ujawnia, że jest jego synem.
W 2007 na Międzynarodowym Festiwalu Filmowym w Kopenhadze reżyser filmu Marius Holst otrzymał za ten film główną nagrodę Złotego Łabędzia. W tym samym roku film został wyróżniony na Festiwalu Filmowym w Mannheim.

## Główne role
- Enrico Lo Verso jako Bekim (ojciec)
- Nazif Muarremi jako Mirush
- Glenn Andre Kaada jako Frode
- Bajrush Mjaku jako Vulkan
- Mirjana Karanović jako Hava
- Anna Bache-Wiig jako Hanna
- Ramadan Huseini jako Ismet
- Bajrush Mjaku jako Vulkan
- Michalis Koutsogiannakis jako Kokken
- Fisnik Zeqeri jako Armend
- Rozafa Celaj